# Рауль Бернао
Рауль Бернао (ісп. Raúl Bernao, 4 листопада 1941, Саранді — 26 грудня 2007) — аргентинський футболіст, що грав на позиції нападника насамперед за клуби «Індепендьєнте» та «Депортіво Калі», а також національну збірну Аргентини.
Дворазовий володар Кубка Лібертадорес. 

## Клубна кар'єра

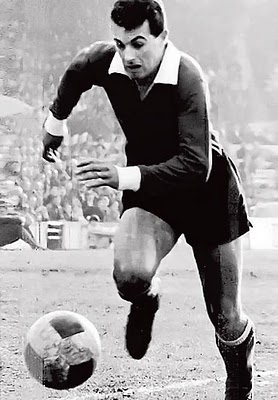
У грі за «Індепендьєнте».

Народився 4 листопада 1941 року в місті Саранді. Вихованець футбольної школи клубу «Індепендьєнте». Дорослу футбольну кар'єру розпочав 1961 року в основній команді того ж клубу, в якій провів дев'ять сезонів, взявши участь у 241 матчі чемпіонату.  Більшість часу, проведеного у складі «Індепендьєнте», був основним гравцем атакувальної ланки команди. За ці роки тричі ставав чемпіоном Аргентини, а також двічі вигравав Кубок Лібертадорес.
Згодом протягом 1971–1973 років грав у Колумбії за «Депортіво Калі», після чого повернувся на батьківщину, де протягом року грав за клуб «Хімнасія і Есгріма».

## Виступи за збірну
1963 року дебютував в офіційних матчах у складі національної збірної Аргентини. Допоміг команді кваліфікуватися до чемпіанату світу 1966 року, проте до її заявки на світову першість не потрапив.
Натомість був учасником двох континентальних першостей — чемпіонату Південної Америки 1963 року у Болівії, на якому Аргентина здобула бронзові нагороди, а також чемпіонату Південної Америки 1967 року в Уругваї, де разом з командою здобув «срібло».
Загалом протягом кар'єри у національній команді, яка тривала 7 років, провів у її формі 15 матчів, забивши 4 голи.
Помер 26 грудня 2007 року на 67-му році життя.

## Титули і досягнення
- Чемпіон Аргентини (3):

«Індепендьєнте»: 1963, Насьйональ 1967, Метрополітано 1970
- Володар Кубка Лібертадорес (2):

«Індепендьєнте»: 1964, 1965
- Срібний призер Чемпіонату Південної Америки: 1967
- Бронзовий призер Чемпіонату Південної Америки: 1963